# Kiss the Sky
Kiss the Sky kompilacijski je album američkog glazbenika Jimija Hendrixa, postumno objavljen 1984. godine od izdavačke kuće Polydor.

## O albumu
Album sadrži Hendrixove najomiljenije skladbe, a idejni začetnik za njihovo objavljivanje bio je američki producent Alan Douglas. Naziv albuma preuzet je iz stihova skladbe "Purple Haze". Album sadrži vrlo snažan materijal koji se dosta sastoji od tradicionalnog bluesa, ponajviše utjelovljenog u prethodno neobjavljenoj uživo izvedbi američkog blues pjevača Howlina Wolfa, "Killing Floor", na Monterey Pop festivalu.
Na omotu albuma skladba "Red House" navedena je kao "neobjavljena verzija", a sadrži nekoliko sekundi studijskog razgovora koji prethodi izvedbi pjesme. "Stepping Stone" originalni je singl miks sastava Band of Gypsys.

## Popis pjesama
| Br. | Skladba                                  | Autor        | Trajanje |
| --- | ---------------------------------------- | ------------ | -------- |
| 1.  | »Are You Experienced?«                   | Jimi Hendrix | 4:10     |
| 2.  | »I Don't Live Today«                     | Hendrix      | 6:40     |
| 3.  | »Voodoo Child (Slight Return)«           | Hendrix      | 5:10     |
| 4.  | »Stepping Stone«                         | Hendrix      | 4:07     |
| 5.  | »Castles Made of Sand«                   | Hendrix      | 2:46     |
| 6.  | »Killing Floor« (prethodno neobjavljena) | Howlin' Wolf | 3:26     |
| 7.  | »Purple Haze«                            | Hendrix      | 2:50     |
| 8.  | »Red House« (neobjavljena verzija)       | Hendrix      | 3:52     |
| 9.  | »Crosstown Traffic«                      | Hendrix      | 2:16     |
| 10. | »Third Stone from the Sun«               | Hendrix      | 6:44     |
| 11. | »All Along the Watchtower«               | Bob Dylan    | 3:56     |

## Izvođači
- Jimi Hendrix – električna gitara, prvi vokal, prateći vokal u skladbi 9, bas-gitara u skladbi 11
- Noel Redding – bas-gitara
- Mitch Mitchell – bubnjevi
- Billy Cox – bas-gitara u skladbi 4
- Buddy Miles – bubnjevi skladba 4

## Detalji snimanja
- Skladba 2 snimljena je u San Diego Sports Areni, San Diego, Kalifornija, 24. svibnja 1969.
- Skladba 6 uživo je snimljena na Monterey Pop festivalu, 18. lipnja 1967.

## Vanjske poveznice
- Discogs - recenzija albuma